# Episodi de La squadra del cuore (sesta stagione)
La sesta stagione della serie televisiva La squadra del cuore è stata trasmessa in anteprima negli Stati Uniti d'America dalla NBC tra il 23 settembre 2000 e il 16 dicembre 2000.
| nº | Titolo originale             | Titolo italiano | Prima TV USA      | Prima TV Italia |
| -- | ---------------------------- | --------------- | ----------------- | --------------- |
| 1  | www.eugene.trouble.com       |                 | 23 settembre 2000 |                 |
| 2  | That '60s Show               |                 | 30 settembre 2000 |                 |
| 3  | The Gospel According to Silk |                 | 7 ottobre 2000    |                 |
| 4  | The Enforcer                 |                 | 14 ottobre 2000   |                 |
| 5  | Have No Fear                 |                 | 21 ottobre 2000   |                 |
| 6  | At the Movies                |                 | 28 ottobre 2000   |                 |
| 7  | Life 101                     |                 | 4 novembre 2000   |                 |
| 8  | Secrets and Lies             |                 | 11 novembre 2000  |                 |
| 9  | For the Love of the Game     |                 | 18 novembre 2000  |                 |
| 10 | A Night to Remember          |                 | 2 dicembre 2000   |                 |
| 11 | High School Confidential     |                 | 9 dicembre 2000   |                 |
| 12 | Graduation on Three          |                 | 16 dicembre 2000  |                 |